# Łubianka (powiat augustowski)
Łubianka – osada leśna w Polsce położona w województwie podlaskim, w powiecie augustowskim, w gminie Sztabin.
W latach 1975–1998 miejscowość administracyjnie należała do województwa suwalskiego.